# Castelul Dietrich-Sukowsky din Pâncota
Castelul Dietrich-Sulkowski este un monument istoric aflat în orașul arădean Pâncota. Castelul se află pe lista monumentelor istorice sub codul LMI: AR-II-m-A-00639. Astăzi este sediul primăriei și al consiliului local din localitate.

## Istoric
Castelul a fost finalizat în anul 1840 devenind o clădire reprezentativă pentru barocul arădean. Baronul Dietrich a fost un iubitor al artelor, fapt adeverit prin prezența la castel a unor personalități precum Franz Liszt sau Jokai Mor. După moartea baronului proprietatea a revenit ginerelui său, prințul polonez Jozsef Schulkowschi. Din acest moment începe decăderea moșiei.
Odată cu moartea primei soții, baronul s-a recăsătorit cu o actriță de la Budapesta care era renumită pentru stilul de viață cheltuitor. Din această cauză, a fost nevoit să-și vândă rând pe rând proprietățile și în cele din urmă și castelul din Pancotă. Acesta a ajuns pe mână unor negustori evrei care l-au avut în proprietate printr-o companie anonimă. După cel de-al Doilea Război Mondial a fost naționalizat  fiind  și sediul Primăriei.Din 2022 este in proprietatea unei persoane fizice.

## Arhitectura
Are formă de U, cu trei aripi. Fațada principală este decorată bogat iar acoperișul are tigle care are formă de solzi. În interior încăperile sunt spațioase, iar sufrageria are o valoare artistică datorită ușilor de fier forjat și grilajelor de pe ferestre.